# Sacred Dog
Der englische Begriff Sacred Dog ist eine sprachübergreifende Übersetzung der in verschiedenen indianischen Völkern Nordamerikas verwendeten Bezeichnungen für Pferd. In der deutschen Übertragung des Begriffs wird meist Heiliger Hund verwendet, andere Bezeichnungen sind beispielsweise Großer Hund, Zauberhund oder Bisonhund. Heute wird der englische und entsprechende indianische Begriff insbesondere dann verwendet, wenn die mythische und religiöse Bedeutung des Pferdes für die Entwicklung der indianischen Kulturen beschrieben werden soll.

## Entstehung des Begriffs
Vor Einführung des Pferdes in Nordamerika waren Hunde die einzigen den Indianern bekannte Lasttiere. Hunde wurden mit Schleppstangen versehen und als Transportmittel eingesetzt. Die ersten Pferde wurden von den spanischen Eroberern Hernando Cortez 1519, Francisco Vásquez de Coronado über Mexiko und Hernando de Soto um 1540 über Florida in Nordamerika eingeführt. Die Indianer hielten die Reiter auf den Pferderücken zunächst für magische und bedrohliche Wesen. Als sie den Umgang mit den Pferden erlernten, verstanden sie diese als große Hunde, da die Pferde ebenfalls zu Transporten eingesetzt werden konnten. Die Verwendung als Lasttier änderte teilweise die verbreitete halbnomadische zu einer nomadischen Lebensweise, da sich der Radius der Indianer erweiterte und der Transport von schweren Gütern ermöglicht wurde. Die Nutzung des Pferdes als Reittier und Fortbewegungsmittel bedeutete zudem einen grundlegenden Fortschritt für die Jagd- und Kampftechniken der Indianer. Ihr Erstaunen über das als Geschenk und magisches Wesen verstandene Tier wird durch die in der jeweiligen indigenen Sprache gebildeten Bezeichnungen und die Aufnahme des Pferdes in die Mythen und Legenden der Völker deutlich.
Besonders deutlich wird der linguistische Zusammenhang mit der Verehrung des Pferdes in den genetisch verwandten Sprachen der Dakota, Lakota und Nakota. Das Wort „Hund“, in der jeweiligen Sprache shunka, sunda oder sunka, wird durch das Nachsetzen des Adjektives wakan für heilig oder mysteriös zu shunka wakan zu dem Wort „Pferd“. In der weiteren Entwicklung der Sprachen wurde wakan insbesondere für die verschiedenen durch die Europäer importierten Gegenstände verwendet. Als Beispiele dienen hier das Sacred Iron, das als „Heiliges Eisen“ das Gewehr bezeichnet, und Sacred Water, mit dem das „Heilige Wasser“ der Whisky beschrieben wird. Die Cherokee verwenden in ihrer Sprache Tsalagi ein ähnliches Konzept, das ergibt dort für den „heiligen Hund“ so'-gui-li, wobei gui-li das Wort für Hund darstellt, die Vorsilbe so’  ändert dieses Wort in den Begriff Mystischer Hund und zur allgemeinen Bezeichnung für Pferd. Andere Völker, beispielsweise die Comanche bezeichneten das Pferd als thongatsh-schonga, einen großartigen Hund, ebenso wie die Cree, die den Ausdruck mistatim verwenden. Da die Sprachen teilweise nur noch von wenigen Hundert Menschen gesprochen werden, beziehungsweise bereits ausgestorben sind, verwenden die Indianer auch in ihrer Literatur und den Erzählungen mit denen die Traditionen und die Kultur weitergebenen wird in der Regel die englische Sprache, für die sich die Übersetzung Sacred Dog als betont indianische Bezeichnung für das Pferd durchgesetzt hat.

## Verwendung des Begriffs
Die Verehrung für Pferd als Sacred Dog zeigt sich neben der Begriffsentstehung auch in den indianischen Legenden und Ritualen. So betrachten beispielsweise die Sioux die Pferde als heiliges Geschenk, dessen Ankunft nach Überlieferungen bereits lange vor der Ankunft der Spanier prophezeit wurde. Ein bekanntes amerikanisches Kinder- und Lesebuch beschäftigt sich ebenfalls mit der Legende des Sacred Dog. In Gedichten und Romanen wird das Pferd häufig als Sacred Dog bezeichnet, beispielsweise in „The Sundance Horse“ von Doreen Chavarria.
Neben der Begriffsverwendung in der indianischen Tradition findet der Begriff auch in allgemeinen amerikanischen Publikationen Verwendung und wird auch unabhängig von der mythologischen Bedeutung des Begriffs verwendet. So werden die Vereinigten Staaten auch als das „Land of the Sacred Dog“ bezeichnet. Viele Pferdefarmen und andere Institutionen in den Vereinigten Staaten tragen als romantische Erinnerung die Bezeichnung Sacred Dog im Namen.

## Abgrenzung zur rituellen Verwendung von Hunden und deren Legenden
In einigen Völkern, beispielsweise bei den Chippewa und Sioux, werden in rituellen Zusammenhängen auch Hunde als Sacred Dogs bezeichnet. Dies gilt vor allem für das zeremonielle Töten und Essen eines Hundes, der innerhalb der entsprechenden Zeremonie zum „Heiligen Hund“ wird. Ursprünglich wurden Hunde neben ihrer Funktion als Lasttier auch als lebende Lebensmittelration mitgeführt, sie wurden in der schamanischen Medizin als Heilmittel eingesetzt und dienten in Zeremonien als Kontakt zur Geisterwelt, beispielsweise beim jährlichen „Sacred Dog Feast“. Sie spielten in dieser Funktion eine wichtige Rolle bei Adoptionen und es galt als außerordentliche Ehre für einen Besucher Hundefleisch serviert zu bekommen.
Der Entstehungsmythos des Wolf-Clans der Cherokee geht ebenfalls auf einen mythischen Hund zurück, der als „Sacred Dog of Monterrey Mountain“ bezeichnet wird. In Tsalagi wird dieser Hund jedoch ohne Suffix so’  angesprochen und nur als „der Hund“ also guili bezeichnet.